# История на Бургас
Тази статия е за историята на днешния град Бургас в България. Някои от посочените събития не се намират в землището на днешния град, но имат непосредствена значимост за него.

## Етимология на името
Има няколко версии за произхода на името Бургас. Повечето от тях се отнасят до латинската дума Burgus (Бургос) или гръцката Πύργος (Пюргос). И двете думи, имащи за основа общ индоевропейски корен, имат значение кула, стражева кула, крепост или закрепостено място. Според други версии думата произлиза от германското borg със значение планинско възвишение и масив. Според проф. Кирил Влахов „пюргос“ е дума от тракийски произход, който също е индоевропейски. Става дума за римски бургус, които според надпис от 154 – 155 г., намерен в село Пънчево е изграден по времето на император Антонин Пий (138 – 161), т.е. по времето на управителя на Деултум Юлиус Комодус Орфитисмус и който по-късно става синоним на населеното място. Сходен произход има името на испанския град Бургос.
Чак до края на 19 век градът е наричан както Бургас, така и Пиргос, а в стари руски карти е срещан и като Порос и Форос. През 19 век е наричан и Ахело Бургас, за да се разграничи от Люле Бургас и други населени места със сходни имена.

## История
Днешният Бургас е наследник на няколко селища: Деултум, Скафида, Порос, Пиргос, Акве Калиде, а според някои учени и на Русокастро.

### Предистория и античност
Деултум (също Девелтум, Дебелтум, Дебелтус или Девелт) възниква на западния бряг на Мандренското езеро при устието на реката Средецка, на територията между езерата Бургаско и Мандренско, а съвременните езиковеди превеждат името на града като двублатие. Между 383 и 359 г. пр.н.е. селищата при Бургас са под контрола на тракийския цар Котис I. Голямото значение на близките градове Аполония Понтийска и Месамврия пречи на развитието на малките селища между тях, а до 340 г. пр.н.е. региона е превзет от македонския цар Филип II.

### Под османска власт
Деултум, Скафида и Порос са завладени от османските турци, начело със султан Мурад I през 1367 – 1368 година, но превзети по-късно от Амадей VI Савойски, който ги предоставя на Византия. Малко преди падането на Константинопол през 1453 г., заедно с други градове по Южното черноморие, са последните български територии които падат под османско владичество. Деултум е окончателно разрушен и не е възстановен пред следващите столетия. Термополис и Пиргос са запазени, а първия турския султан Сюлейман I (1520 – 1566) заповядва изграждането на нова баня (хамам) върху полуразрушените римски басейни. При Порос, които става част от Анхиалската каза султан Баязид II изгражда за нуждите на султанския двор чифлик, а за корабоплаването – фар.
Дефтера от 1530 г., е ясно и категорично доказателство, че корените на селището датират още от Средновековието.
Под името „Поро“, градът е отбелязан и в известната карта на Якобо Касталдо от 1584 г.
През 1549 година в Бургас се заселват първите арменци. Още през 1673 година в пътеписите на дипломати и духовници, обиколили Черноморското крайбрежие се описва дървен арменски параклис „Сурп Степанос“. На неговото място през 1748 година арменците издигат дървена църква.
През 1836 година немския генерал на османска служба Хелмут фон Мотлке посещава Бургас и съставя най-стария познат план на града.
През 1853 на мястото на арменската „Сурп Степанос“ е издигат сегашния храм от камък, който носи името „Сурп Хач“ (на бълг. Свети Кръст). По-късно, през 1860 г., в Бургас се построява телеграфна станция която обслужва района към Сливен, Варна и Цариград. Телеграфната връзка с османската столица и двата съседни големи града дават нов тласък на развитието на търговията в Бургас. През следващата година е открито първото арменско училище в града.
Преди вилаетската реформа по време на Танзимата (1840 – 1864) от 1864 година Бургас принадлежи до 1854 към Айтоската каза, а в периода 1854 – 1864 г. към Ахиалската каза в Силистренския санджак. През 1864 година се обособява самостотятелна каза (околия) с център Бургас в Сливенския санджак. За целта към каза Пиргос се прехвърлят следните селища от Анхиалската каза:
- Акязлъ (Дебелт)
- Алагюн (Богданово)
- Алан кайряк (Ясна поляна)
- Алмалъ дере (Ябълчево)
- Атанасово (днес квартал Изгрев)
- Ахлатлъ (Присад)
- Ахриян чифлиги (Твърдица)
- Ахтеболу (Ахтопол)
- Ая Никола (днес Черноморец)
- Бакаджик (днес заличено)
- Бала-и Виран (Белеврен)
- Василикоз (Царево)
- Вая (днес квартал Долно езерово)
- Визидже (днес Визе в Турция)
- Граматик (Граматиково)
- Гьок тепе (Звездец)
- Дено зоба (Моряни, денс заличено)
- Дере чифлиги (заличено)
- Джем виран (Габър)
- Дикендже (Габър)
- Дюлгерли (Зидарово)
- Евренос о текето (Евренозово)
- Забурна (Заберново)
- Искеф (Димчево)
- Калово (Калово)
- Кайнарджа чифлиги (Извор)
- Кайряк-ъ кебир (Крушевец)
- Каладжос (Синеморец)
- Кара Алилер (неустановено мест.)
- Каравиран (Близнак)
- Катагьозлер чифлиги (Маринка)
- Каранлък дере (Младежко)
- Караторак чифлиги (изчезнало)
- Кариева (заличено)
- Кафка чифлиги (Крайморие)
- Конак (Бяла вода)
- Кости
- Кърк харман (Вършило)
- Мадлъч (Мадлеж)
- Манастир чифлиги (изчезнало)
- Мандъра (Константиново)
- Мехмедче (Росен)
- Мугрис (днес квартал Горно езерово)
- Мърза чифлиги (Кондолово)
- Мързова (Кондолово)
- Османлъ (изчезнало в местността Отманлии)
- Пердокоз (Бродолово)
- Пиргос (Бургас)
- Потукнак (Велика)
- Резве (Резово)
- Салихнер (изселено)
- Сармашък (Бръшлян)
- Саръ Муса (Веселие)
- Стоилова (Стоилово)
- Съозеболу (Созопол)
- Ургари (Българи)
- Урум (Индже войвода)
- Хорозлар (Фазаново)
- Чаглаик (днес в Турция)
- Чанакчъ (Старо Паничарово)

и от каза Русокастро:
- Белуджа (изселено през 1885)
- Бъйъклъ чифлиги (Винарско)
- Джан кардаш (Братово)
- Капъджъ (Вретица)
- Кара бунар (Средец)
- Кара тепе (Черни връх)
- Каратепе чифлиги (Черни връх)
- Каялъ чифлиги (Камено)
- Келеш (Трояново)
- Рум джегит (Българово)
- Русикастри (Русокастро)
- Сазлъ (Тръстиково)

Сувати (Ливада)
Като административен център на Бургас се управлява от каймакам, към който и според Закона за вилаетите се създава и околийски съвет, в заседанията на който след Хатихумаюна участват и немюсюлманиските общности, включително и българи. Този административен статут се запазва до Освобождението.
След Кримската война (1853 – 1856) в Бургас се заселват първите евреи. През 1859 г. католиците в Бургас (7 семейства, общо 49 души) полагат основния камък на първата католичаска църква в Бургас. Тя е завършена през 1862 г.
Основите на народната просвета в Бургас са положени през 1865, когато в Атанасово (днес комплекс Изгрев) е открито първото българско училище в града. Дотогава в града действа само едно гръцко училище. Българското училище е частно, издържано от училищни такси и дарения под всякаква форма. Обучението се извършва по програмата на старите килийни училища. Учебните предмети се преподават по църковните книги: филида, октоих, псалтир, апостол, църковно пеене, писане и четирите аритметични действия.
Износ на стоки от Бургас за първите 6 месеца на 1862 г.
- 422 сандъка аби (сукно), почти всичко във Франция
- 69 бурета краве масло
- 1350 чувала брашно
- 12 сандъка овчи кожи
- 38 000 чувала сухари
- 403 кошници яйца
- 367 кошници с кокошки
- 268 сандъка свещи
- 81 чувала вълна
- 1 500 000 оки въглища (дървени въглища)
- 220 000 кантара дърва
- 300 000 килета меко жито
- 150 000 килета твърдо жито
- 89 000 килета царевица
- 26 000 килета ръж
- 24 000 килета ечемик
- 10 875 килета овес[15]

Внос на стоки в Бургас за първите 6 месеца на 1862 г.
- 240 бурета с гвоздеи
- 40 бурета със спирт
- 56 бъчви водка
- 360 сандъка железарски стоки
- 480 чувала кафе
- 690 бурета със захар
- 380 сандъка манифактурни стоки
- 160 сандъка стъкло и стъкларски изделия
- 5 сандъка глинени изделия
- 17 000 оки морска сол
- 40 бъчви дървено масло
- 180 сандъка с чували за жито[15]

Данни за корабоплаването през 1865 г.
- Брой ветроходи – 4487
- Общ тонаж на ветроходите – 250 693
- Брой параходи – 63
- Общ тонаж на параходите – 27 401
- Общ брой на корабите – 4550
- Общ тонаж на корабите – 278 094.[16]

В края на 1867 г. в Бургас се заселва изгонения от Созопол поп Георги Стоянов Джелепов. Той дава силен тласък на борбата за независима българска църква и народното просвещение в пристанищния град. На 11 май 1868 г. поп Георги представя на първенците в Бургас въпроса за откриване на българска църква и училище. За осъществяването на тази идея е създадена от Димитър Бракалов, Яни Русалиев, Койчо Райков, Никола Камбуров и Сава Хаджидечев самостоятелна българска община, която огранизира подписка за събиране на волни пожертвования от българското население в града, а самия Джелепов дава една от стаите на своята къща за основаване на българско класно училище. Така през 1869 година в Бургас се откриват българско класно училище и църква на мястото на днешния храм „Св. св. Кирил и Методий“, въпреки силната съпротива на гръцките митрополити от Анхиало и Созопол.
Въпреки че населението на Бургас не взема участие във въоръжените борби за освобождението на България, през града минат важни канали за комуникация и пренос на оръжие на Вътрешната революционна организация, а революционерите Васил Левски и Панайот Хитов на няколко пъти посещават града.

### След Освобождението
По време на Руско–турската война от 1877 – 78 г. Бургас е използван от османската армия като логистичен център. Към края на войната през пристанището се изтегля и многобройно турско и черкезско население, сред което и това на Бургас. Последните 2000 турски войници и 4 оръдия са натоварени на гемии в края на декември 1877 г. Още с подписването на Одринското примирие Бургас остава извън границите на бъдеща България, като за демаркационната линия между двете армии било определено билото на Източна Стара планина, което достига Черно море северно от Несебър. Така в началото на 1878 в Бургас и околните селища вече няма официални представители на турския султан, а дългото изолиране на бургаските земи от активни освободителни действия създали смут сред местното население. Това активирало и безчинствата на башибозушките и черкезки банди. На масови кланета са подложени жителите на Карнобат и Българово. Населението на Бургас е спасено благодарение на капитана Руфат Ефенди.
За да защити българското население, и да осигури на руския флот достъп до бургаското пристанище (една от геополитическите цели на Русия и до днес) щабът на XI армейски корпус сформира „летящ-отряд“ под командването на полк. Лермонтов. Той имал за задача да заеме позиции в Бургаския залив и да спре нахлуващите от север през Дюленския проход черкези и дезертирали турски войници. На 6 февруари 1878 г. руските войски под командването на Лермонтов освобождават Бургас. По това време в него живеят около 2950 души, основно арменци, евреи, българи, гърци и гъркомани. Първият кмет на освободения град е Нико Попов, а негов помощник е Панайот Русалиев със секретари Мавруди Стойчев и учителя Стоян Шивачев. На бургаския бряг руските войски създават военна болница под ръководството на Александра Лермонтова, с което са положени основите на Бургаската болница
След подписването на Берлинския договор 1878 г. става един от 6-те административни центрове на новосъздадената провинция Източна Румелия. По силата на Договора в града се завръща част от турското население. Решенията на общината се обявяват на български, гръцки и османски. Въпреки липсата на вода, градът е важен търговски център като единственото голямо пристанище на Източна Румелия. Икономическото развитие привлича бежанци от Източна Тракия и Странджа планина, територии които остават под османска власт. През 1880 г. е открито читалище Пробуда, а на 20 юли 1885 г. в Бургас излиза с Бургаски вестник, който е първият местен седмичник.
В Сръбско-българска война, която последва съединението на Княжество България с Източна Румелия взимат участие и граждани от Бургас като отделна рота. Въпреки че Букурещки договор от 19 февруари 1886 г. възстановява статуквото, руския цар Александър III не е удолетворен и отказа да признае на Александър Батенберг за владетел на Обединена България. Така в следващите месеци и години руската дипломация организира и подпомага организирането на заговори срещу България. Турското правителство от своя страна иска като предварително условие за нормализиране на отношенията, поставянето на бургаското пристанище под турска администрация, което е отхвърлено от българския княз.
В началото на май 1886 г. е осуетен заговор на про-руските сили в Бургас под ръководството на руския офицер Николай Набоков срещу Александър Батенберг, които е на посещение в града. След разкритието заговорниците успяват да се укрият в руското представителство в града и да избягат ненаказани. Въпреки че, русофилите успяват през август да отвлекат Александър Батенберг в Русия, с помощта на Стефан Стамболов и румелийската войска той успява да се върне отново на трона. През октомври същата година в Бургас избухва по ръководството на Набоков военен бунт покрепен от руски военен кораб. За смазването на бунта Стамболов изпраща Коста Паница, които с помощта на Айтоския отряд успява да сложи край на русофилските заговори срещу Съединението в Бургас. Междувременно през септември в Бургас започва да излиза хумористичния седмичник Чеплю.
Като главен ревизор на четите на ВМОРО през зимата на 1900 г. Гоце Делчев пребивава известно време в Бургас. Там основава в двора на Минковия хан фабрика за бомби, чийто динамит е използван и при Солунските атентати и там предлага Михаил Герджиков да оглави въстанието в Одринския революционен окръг. През месец март, Делчев придружен от Лазар Маджаров се отправя на обиколка в Одринска Тракия, завръща се в Бургас в средата на април. Като продължение на Солунските атентати през август 1903 г. ръководената от Антон Прудкин акция по взривяването на четирите кораба „Вашкапу“, „Тенедос“, „Аполо“ и „Феликс Фресине“ в Бургаския залив.
През 1905 г. в Бургас се учредява Бургаската търговско–индустриална камара.
През 1912 г. е разрушена джамията Челесис заде Мустафа (построена през 19 век). Тя е последната турска джамия в града и се е намирала в градинката на гарата (днес площад Царица Йоана), пред митницата и около нея се е намирало турското гробище. След нейното разрушаване остава само така наречената татарска джамия Азизе (издигната в чест на султан Абдул Азис) в карето между площад Тройката и площад Баба Ганка. Тя е била с високо минаре, което е съборено през 1940-те. Татарската джамия е разрушена изцяло през 1970-те, когато започва строежа на бургаския ЦУМ и днес Бургас е единствения голям български град без мюсюлмански храм.

### Съветска окупация и комунистическо управление
На 9 септември 1944 г. Бургас е окупиран от Съветски войски, като завземат бургаското летище и пристанището, а представители на царската власт биват екзекутирани. Сред повечето жертви на последвалите два състава на Народния съд в Бургас се отличават предсталители на всички богати и състоятелни бургаски фамилии, бургаската интелигенция и членове на Бургаската адвокатска колегия. В Бургас Народния съд заседава в сградата на Търговско-индустриалната камара (днес Областна управа), строена между 1927 и 1934 г.
В периода от 10 септември 1944 до края на 1989 г. са осъдени на смърт 66 души, седем са безследно изчезнали. В дните след Деветосептемврийския преврат са убити висшите бургаски полицаи.
В следващите години комунистичекото управление на БКП национализира над 160 фабрики и частни предприятия като Големите български мелници, металообрадотващи фабрики Верига и Плуг, фабриката за моливи ДЕВЕКО, фабрика за дървообработване Дъб и др.; баните, магазините, затварят се народния университет, немската гимназия и синагогата, а неспособността на комунистите да ги управляват води до недостиг на храна, дрехи, топливо, и др. Тоталната национализация, довела до продоволствена кризи, нарушива естествения ритъм на стопанско развитие в Бургас, а политическите репреисии продължили и след това. Много млади бургазлии били изключвани от софийските висши училища, а други преминали през комунистическите концентрационни лагери. През 1950-те години театралните постановки на Вили Цанков, Леон Даниел, Юлия Огнянова и Методи Андонов на сцената на драматичнич театър стават еталон за модерност в страната, но биват уволнени заради нарушения на „социалистическите естетически норми“. От 1945 г. до края на 1990-те бившето немско училище на улица Кирил и Методий се използва за болница, която е наричана Немската болница.
През 1969 г. писателя Атанас Славов основава с „Терра Фантазия“ първия български клуб на любителите на фантастиката. През 1974 г. в Бургас се провежда Балканиадата по вдигане на тежести.
На 21 юли 1978 г. в Бургас са заловени терористите от Движението 2 юли Тил Майер, Габриеле Ролник, Гурдрин Стюрмер и Ангелика Годер и след това експулсирани в Западна Германия.
Между 13 и 23 юли 1981 година в града се провежда XIII Международна олимпиада по химия, а година по-късно на 9 септември 1982 година Тайната армия за освобождение на Армения извършва атентат в Бургас срещу Бора Сюелкан, турски генерален консул в града и убива неговото административно аташе.
През 1982 година близо до Бургас е проведеното международно военно учение „Щит“.
През 1980-те години, замърсяването на въздуха и водата причинява сериозен екологичен проблем, който води до протести. Причините са както липсата на адекватна политика в областта на околната среда от страна на управляващите, така и неспазването на екологичните стандарти, от страна на изградената през комунизма индустрия. До 1996 година в града се провеждат протести срещу екологичната обстановка.

### Развитие в посткомунизма
След демократичните промени през ноември 1989 г. за кмет на град Бургас е назначен през декември Никола Александров. Той остава в длъжност до септември 1990 г., когато е сменен от Атанас Демирев. Демирев ръководи временната управа на Бургас до смъртта си през май 1991 г. На първите демократични избори през октомври същата година за кмет на Бургас е избран Продан Проданов от листата на Съюза на демократичните сили. Неговият мандат, който свършва през ноември 1995 се запомня с политическата конфронтация с бившите комунисти и централната власт, както и бюджетния дефицит на община Бургас. На местните избори през 1995 година Проданов е победен от представителя на бившите комунисти, Йоан Костадинов. През зимата на 1996/97 г. в Бургас, както в цялата страна се организират и провеждат протести срещу правителството на Жан Виденов и хиперинфлацията. През 1998 г. пристанищния град става седалище на едно от петте административни съдилища.